# 기문 홍차
기문홍차(또는 키먼, 祁門, Keemun)은 기홍차(祁紅茶)라고도 하며 황산모봉과 함께 중국 안후이성의 대표적인 차 중의 하나로 홍차에 속하며, 치먼현에서 생산, 재배된다. 다르질링, 우바와 함께 세계 3대 홍차로 알려져 있다.

## 맛
맛이 부드러우며 와인향과, 정산소종보다는 덜하지만, 약간의 훈연향을 느낄 수가 있다. 과일향과 난초향이 난다고 말하는 사람들도 있다. 찻물은 밝은 오렌지 빛깔을 낸다. 기문 홍차에는 카페인이 다른 종류의 홍차보다 적게 들어 있다. 스트레이트 티로 즐기는 경우가 많으나 밀크티로 마시기도 한다.

## 재배
녹차인 황산모봉보다는 고도가 낮은 대부분 100~350m의 산비탈과 언덕 구릉에 재배된다. 차 잎을 건조를 하여, 유념, 발효하여 다시 건조를 시켜 완성한다. 과일향과 난초향과 같은 향기가 오랫동안 유지된다.
얼 그레이, 잉글리시 브렉퍼스트 등의 블렌드에 자주 쓰인다.

## 같이 보기
- 황산모봉
- 중국의 명차